# Bolesław Matulewicz

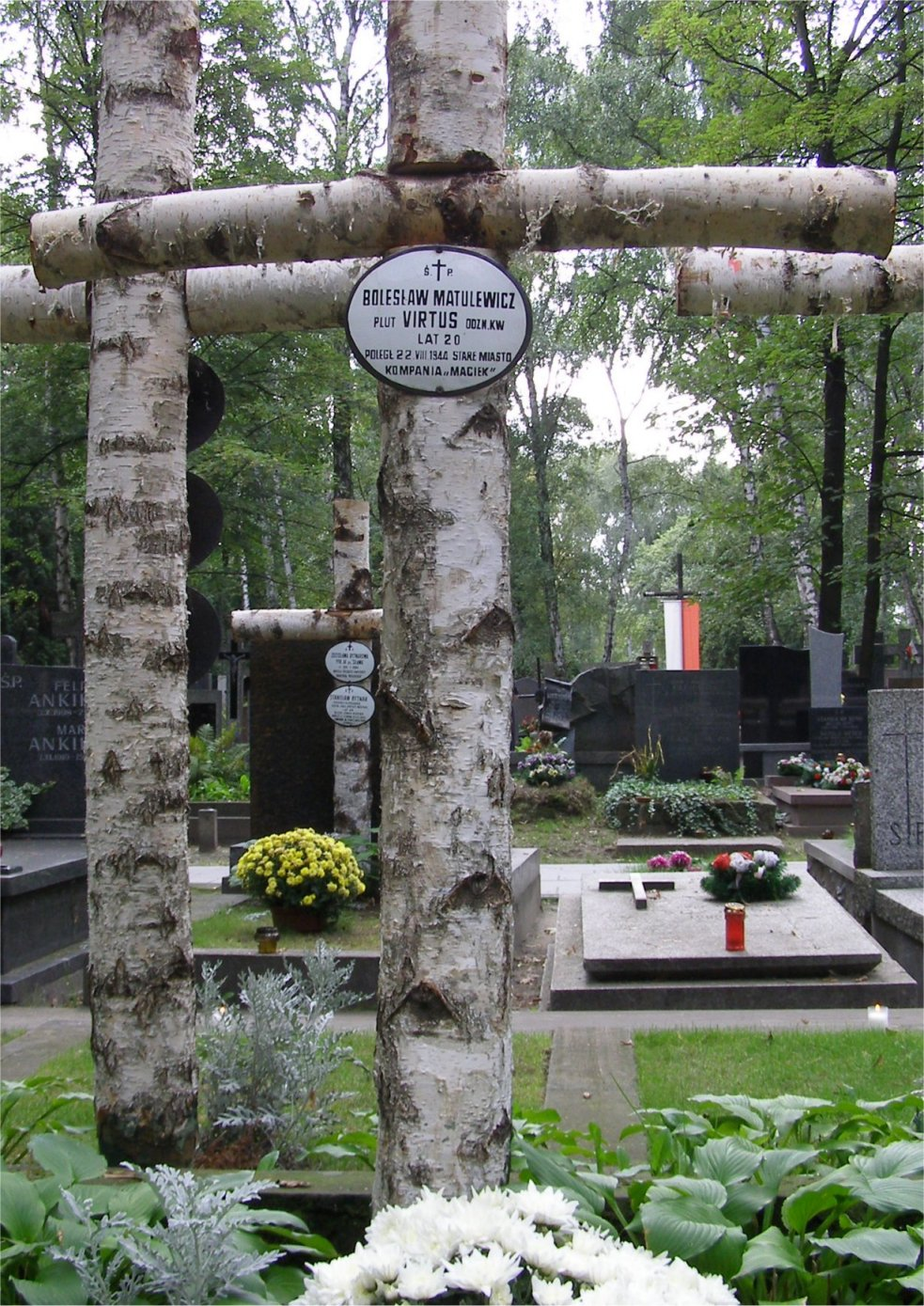
Mogiła na Powązkach

Bolesław Matulewicz ps. Virtus (ur. 9 listopada 1923 w Wilnie, zm. 22 sierpnia 1944 w Warszawie) – plutonowy, uczestnik powstania warszawskiego jako żołnierz 1. kompanii „Maciek” batalionu „Zośka” Armii Krajowej.
W czasie okupacji niemieckiej działał w konspiracji. 26 kwietnia 1944 uczestniczył w Akcji
„Sonderwagen”.
Poległ 22 sierpnia 1944 w walkach powstańczych na Starym Mieście. Miał 20 lat. Został odznaczony Krzyżem Walecznych. Pochowany w kwaterach żołnierzy i sanitariuszek batalionu „Zośka” na Wojskowych Cmentarzu Wojskowym w Warszawie (kwatera A20-5-16). Jego brat Wiktor Matulewicz również walczył w batalionie „Zośka” i przeżył jako jeden z nielicznych.